# RH-mètre
Un rH-mètre est un appareil souvent électronique permettant la mesure du potentiel d’oxydo-réduction d'une solution.